# Psydrax oleifolia
Psydrax oleifolia är en måreväxtart som först beskrevs av William Jackson Hooker, och fick sitt nu gällande namn av Sally T. Reynolds och Rodney John Francis Henderson. Psydrax oleifolia ingår i släktet Psydrax och familjen måreväxter. Inga underarter finns listade i Catalogue of Life.